# Жилбер Орал
Жилбер Орал или Жилбер Ерел (фр. Gilbert Hérail или фр. Gilbert Horal) је био дванаести велики мајстор витезова Темплара од 1193. па све до своје смрти 1200.

## Младост
Рођен је у Арагону око 1152. где је и приступио реду. Учествовао је у неколико битака са Реконкистима које су му 1190. донеле титулу „мајстор покрајине Арагон“. Три године касније, након смрти Саблеа, понео је и титулу великог мајстора реда.

## Војничка каријера
Већ 1194. Папа Целестин III је потврдио и проширио претходно донесену булу Omne Datum Optimum (лат. сваки савршен поклон) и тиме реду донео нове повластице и овлашћења. Као вођа реда Жилбер је настојао да одржи примирје између хришћана и муслимана и обавезао се да се одржи договор који су постигли Ричард I Лавље Срце и Саладин а који је омогућавао крсташима да поново оснују своју краљевину Јерусалим на палестинско-сиријској обали али под условом да Јерусалим остане муслимански. Због поштовања овог договора и релативно мирнодопске политике Целестин III је почео осуђивати ред за издају.

## Однос са Хоспиталцима
Сукоб два реда је достигао свој врхунац за време Жилбера Орала, услед тренутне политичке ситуације и немогућности да убеди папу у супротно званични Рим је стао на страну витезова Хоспиталаца, међутим и једни и други су били укључени у оружане борбе за поседовање градова и двораца.

## Ред у Европи
Орал је учвршћивао ред у Европи, посебно у Француској где је имовина реда постајала све већа а моћ све јача. У Шпанији због активног помагања Темплара Реконкистима 1196. краљ Алфонсо I од Арагона им као награду поклања утврђење (енгл. Alhambra). Жилбер Орал умире у децембру 1200. непосредно пред Четврти крсташки рат. На месту великог мајстора наследио га је Филип де Плеси.